# Faktor X
Faktor X je enzim, serinska endopeptidaza, koji sudjeluje u fiziološkom procesu zgrušavanja krvi (koagulacija). Faktor X se naziva i Stuart-Prowerov faktor. Faktor X se stvara u jetri, te je za njegovu sintezu potreban vitamin K. Gen koji kodira faktor X nalazi se na 13. kromosomu.

## Fiziologija
Faktor X se aktivira hidrolizom, te postaje faktor Xa.
Faktor X aktiviraju:
- Faktor IX sa svojim kofaktorom faktorom VIII (faktor IX i faktor VIII čine zajedno kompleks koji se naziva intrizična aktivaza)
- Faktor VII sa svojim kofaktorom tkivnim faktorom

U tradicionalnom modelu koagulacije krvi (vanjski i unutarnji put koagulacije), faktor X aktivacijom postaje prvi čimbenik u zajedničkom dijelu puta koagulacije.
Faktor Xa djeluje cijepajući protrombin na dva mjesta iz čega nastaje trombin.
Proces je poboljšan kada se Faktoru Xa aktivira s kofaktorom V, čime nastane protrombinaza kompleks (aktivator protrombina).
Faktor Xa inaktivira poseban enzim iz skupine inhibitora serinskih proteaza (serpini), koji se naziva inhibitor proteaze ovisan o proteinu Z. Učinak toga enzima povećava protein Z.

## Medicina
Inihibicija sinteze faktora X mehanizam je djelovanja brojnih antikoagulatnih lijekova.
Nedostatak faktor X je rijedak prirođeni poremećaj koji se prezentira krvarenjima iz nosa (epistaksa), krvarenjem u zglobove (hemartros) i krvarenjima iz probavnog sustava (hematemeza, melena).